# 伯夷 (姜姓)
伯夷，姜姓、呂氏，《書經·周書·呂刑》中周穆王回憶上古說「乃命三后，恤功于民。伯夷降典，折民惟刑；禹平水土，主名山川；稷降播種，農殖嘉穀。三后成功，惟殷于民。」以及「非時伯夷播刑之迪？」伯夷於帝堯時輔佐政務，掌管禮儀；帝舜時代，擔任秩宗，典三禮；佐禹治水有功。禹代行天子之政時，伯夷盡心輔弼，成為禹的心腹之臣；帝堯賜伯夷姓姜、氏呂，封為呂侯；封疆南陽宛縣之西（今河南省南陽市臥龍區王村街道），建立了呂國；歷夏朝、商朝，世有國土；商末時代，吕尚輔助武王，滅商有功，周朝初年封為侯爵；封疆臨淄營丘（今山東省淄博市臨淄區齊都鎮），建立了齊國；春秋時代，申國被楚國滅國，南陽呂國害怕楚國攻打，舉國東遷，在河南新蔡(今河南省駐馬店市新蔡縣西南)，建立了一個小國（史稱東呂國），東呂國後來被宋國所併吞。